# Liste der Monuments historiques in Mars-la-Tour
Die Liste der Monuments historiques in Mars-la-Tour führt die Monuments historiques in der französischen Gemeinde Mars-la-Tour auf.

## Liste der Objekte
| Bezeichnung              | Beschreibung                                                     | Standort                       | Kennzeichnung | Schutzstatus | Datum | Bild |
| ------------------------ | ---------------------------------------------------------------- | ------------------------------ | ------------- | ------------ | ----- | ---- |
| Kanzel                   | Holz, farbig gefasst und vergoldet, 18. Jahrhundert              | in der Kirche St-Martin (Lage) | PM54001673    | Inscrit      | 1992  |      |
| Relief Beweinung Christi | Stein, farbig gefasst und vergoldet, Anfang des 17. Jahrhunderts | in der Kirche St-Martin (Lage) | PM54001674    | Inscrit      | 1992  |      |